# منتخب الأردن لكرة اليد
منتخب الأردن لكرة اليد هو الممثل الرسمي لمملكة الأردن في رياضة كرة اليد. نافس في بطولة آسيا لكرة اليد للرجال وظهر فيها 7 مرات كانت الأولى في سنة 1983 وكانت أفضل نتيجة له فيها هي المركز السابع.